# Scream (canção de Grimes)
"Scream" (estilizado em letras maiúsculas) é uma canção da cantora, compositora e produtora musical canadense Grimes com a participação da rapper taiwanesa Aristophanes. Foi lançada no dia 29 de outubro de 2015 como um single promocional de seu quarto álbum de estúdio, Art Angels (2015). A canção é a única do álbum em que Grimes não é a vocalista principal, mas ela contribui com vocais de gritos em partes da canção. Em sua apresentação em alguns shows, Boucher substituiu a letra original da música pelo poema "Ya vas lyubíl" do poeta russo Alexandre Pushkin, executado em forma de rap. Boucher afirmou através de seu Twitter que "esta é talvez a faixa mais sombria do álbum".

## Antecedentes
Grimes conheceu Aristophanes após encontrar sua música no SoundCloud e depois entrou em contato com a rapper para perguntar se ela queria colaborar em um projeto. Na época, Aristophanes não conhecia Grimes, mas ela aceitou trabalhar com ela depois de pesquisá-la online. Ela disse que a música de Grimes a "surpreendeu".
Após o lançamento da canção, Boucher comentou em seu Twitter, "Scream é minha primeira 'faixa de produtora', a aterrorizante e linda Aristophanes é a vocalista principal, e Grimes fez os gritos".

## Vídeo musical
O vídeo de "Scream" foi lançado no dia 5 de outubro de 2016, em conjunto com outros três vídeos auto-dirigidos de músicas de Art Angels, como parte de The AC!D Reign Chronicles, um projeto de vídeo de longa duração feito em colaboração com seu irmão Mac Boucher e a cantora e compositora Hana, filmado em seu celular enquanto em turnê.

## Faixas e formatos
Download digital e streaming
1. "Scream" – 2:20